# 上西萌々
上西 萌々（うえにし もも、2002年12月17日 - ）は、東京女子大学に在学する日本の女子大生タレント。

## 来歴
就職活動で悩んでいた際に「ウェーイTOKYO」の「後になってバカだったと 後悔するのが人生でしょ」という歌詞にメッセージ性を感じ、フジコーズの3期生オーディションに応募。見事合格し、2024年5月17日放送分より「オールナイトフジコ」にフジコーズとしてレギュラー出演中。

## 人物
- 愛称はももりん
- 好きな食べ物はさつまいもフルコース[1]
- 好きな言葉はやらない後悔よりやって後悔
- 趣味は歌うことと音楽を聴くこと
- 特技はフルート
- チャームポイントはほくろ
- 「オールナイトフジコ」の番組内でやりたい企画は大食い企画
- 「オールナイトフジコ」のMC陣の中で一番好きなのは伊藤俊介（オズワルド）
- 「オールナイトフジコ」でチーフプロデューサーを務める松本祐紀と誕生日が同じである。
- 「ドラゴンボール」のファンで、「オールナイトフジコ」の3期生紹介の際に「ドラゴンボール」好きになるきっかけとなったピン芸人のR-藤本のネタである「フリーザ漫談」を披露した。[2]

## 出演

### テレビ
- オールナイトフジコ（2024年5月17日 - 2025年3月、フジテレビ） - フジコーズとして

### ラジオ
- レコメン？（2024年10月25日、文化放送）[3]

### その他
- アフィリア魔法学院放送部（2024年12月15日・22日、超!A&G+）[4]

## 書籍

### デジタル写真集
- フジコーズ写真集「ALL NIGHT PARTY TIME」（2024年8月3日、集英社）[5]

- FLASHデジタル写真集 二人のドラマが始まる日（2025年3月25日、光文社）[6]
- ぜったい好きって言わせたい 週刊ポストデジタル写真集（2025年4月25日、小学館）[7]